# Arbós
Arbós o Arbós del Penedés (oficialmente en catalán l'Arboç) es un municipio de Cataluña, España. Pertenece a la provincia de Tarragona, en la comarca del Bajo Penedés. Según datos de 2021 su población era de 5625 habitantes.

## Geografía
Integrado en la comarca de Bajo Panadés, se sitúa a 41 kilómetros de Tarragona. El término municipal está atravesado por la Autopista del Mediterráneo (AP-7) y por la carretera nacional N-340, entre los pK 1200 y 1203, además de por carreteras locales que permiten la comunicación con Bañeras y Castellet y Gornal. 
El terreno es predominantemente llano, ligeramente accidentado en el extremo meridional, con las elevaciones de la Colina (180 metros) y de la Pedrera (205 metros). La riera de Marmellar recorre la parte de tramontana del término y coincide, en parte, con el límite municipal de Castellet. Esta riera, hoy casi siempre seca, antaño fue de curso permanente, según se sabe por documentación y por la existencia de algún molino como el de la Coloma, en el extremo oriental del término. La loncha de terreno situada a la izquierda de la riera de Marmellar, donde se encuentra la casería de La Llacuneta, es regada por la riera de Estalella, afluente de la de Marmellar. La altitud oscila entre los 205 metros al sur y los 110 metros al noreste a orillas de una riera. El pueblo se alza a 165 metros sobre el nivel del mar. 
| Noroeste: San Jaime dels Domenys | Norte: Castellet y Gornal (Barcelona) | Noreste: Castellet y Gornal (Barcelona) |
| Oeste: Bañeras                   |                                       | Este: Castellet y Gornal (Barcelona)    |
| Suroeste: Bellvey                | Sur: Castellet y Gornal (Barcelona)   | Sureste: Castellet y Gornal (Barcelona) |

## Historia
Aparece documentado ya en el año 991 como posesión de los señores de Castellet. En 1076 el castillo de la población fue vendido al conde Ramón Berenguer I por lo que quedó en posesión de la casa condal barcelonesa, siendo por ello más tarde incorporado a la Corona de Aragón. La repoblación se fue realizando durante el siglo XII. En 1202 poseía el privilegio de celebrar un mercado y también el de celebrar ferias, como la de Santa Lucía, que se celebra desde el año 1230. Además Arbós ya poseía un notario público y tenía un barrio judío.
En 1297, el rey Jaime II donó temporalmente la villa a Guerau de Cervelló como pagó de una deuda contraída. Sin embargo, el pueblo regresó a manos de la corona en 1315. Durante el siglo XV era la segunda localidad en importancia de toda la comarca. La importante despoblación posterior fue debida a diversas epidemias de peste que azotaron la ciudad.
Durante la guerra contra el rey Juan II de Aragón la población se posicionó en principio a favor de la Generalidad. Pero en 1464 las tropas del rey se fortificaron en la ciudad que sufrió el ataque de los ejércitos fieles a la Generalidad. Poco después, el rey Juan II cedió la villa a Joan Berenguer de Masdovelles. La recuperación económica y demográfica de la villa tras la guerra fue extremadamente lenta.
Arbós sufrió nuevos desastres como consecuencia de conflictos bélicos. El 10 de junio de 1808, las tropas francesas saquearon e incendiaron la ciudad. De nuevo se vio saqueada el 3 de enero de 1836 durante la primera guerra carlista.

## Geografía humana

### Demografía
Cuenta con una población de 5758 habitantes (INE 2024).
| Gráfica de evolución demográfica de Arbós entre 1842 y 2021 |
| |
| Población de derecho según los censos de población del INE Población de hecho según los censos de población del INEEn estos censos se denominaba Arbós: 1842, 1857, 1860, 1877, 1887, 1897, 1900, 1910, 1920, 1930, 1940, 1950, 1960, 1970 y 1981 |

### Economía
La base económica del pueblo ha sido la agricultura de secano. Destaca el cultivo de la viña y de los cereales.De gran tradición en el encaje de bolillo,al que se dedican muchas de sus mujeres. Cuenta también con diversas industrias; las principales están dedicadas a las hiladuras,la elaboración de vinos, la industria cristalera y el carbonato de calcio.

## Administración y política

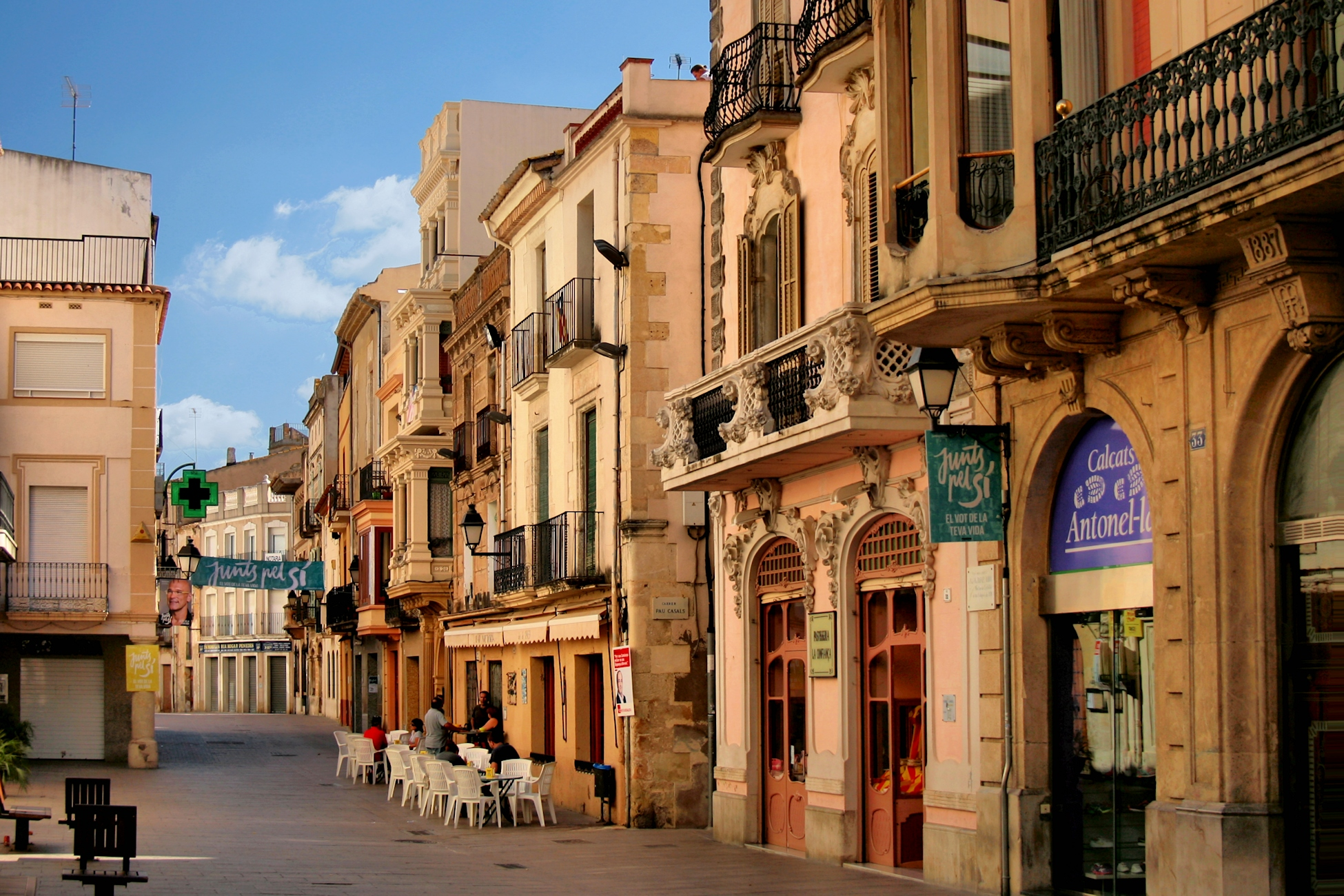
Arbós

| Periodo   | Nombre                                                                    | Partido           |
| --------- | ------------------------------------------------------------------------- | ----------------- |
| 1979-1983 | Julián Jordi Coll                                                         | PSC               |
| 1983-1987 | Joan Català Galimany                                                      | CiU               |
| 1987-1991 | Benjamín Rodríguez Fuertes (1987-1989) Modesto Manso Figueras (1989-1991) | PSC Independiente |
| 1991-1995 | Benjamín Rodríguez Fuertes (1991-1992) Joan Català Galimany               | PSC CiU           |
| 1995-1999 | Joan Català Galimany                                                      | CiU               |
| 1999-2003 | Joan Malla Navarro                                                        | PSC               |
| 2003-2007 | Joan Plana i Pons (2007-2009) Carles Ribé Solé (2009-2011)                | CiU ERC           |
| 2007-2011 | Joan Plana i Pons (2007-2009) Carles Ribé Solé (2009-2011)                | CiU ERC           |
| 2011-2015 | Joan Sans Freixas                                                         | PSC               |
| 2015-2019 | Joan Sans Freixas                                                         | PSC               |
| 2019-2023 | Joan Sans Freixas                                                         | PSC               |

## Cultura
La localidad celebra uno de los bailes de diablos más antiguos de toda Cataluña. Cuenta también con una colla bastonera muy antigua y unos gigantes centenarios. El cuarto domingo de agosto, Arbós celebra su fiesta mayor, una de las más típicas de Cataluña, y catalogada por la Generalidad de Cataluña como Festa Patrimonial d'Interès Nacional (según resolución GOV/242/2009, de 22 de setiembre).

### Patrimonio

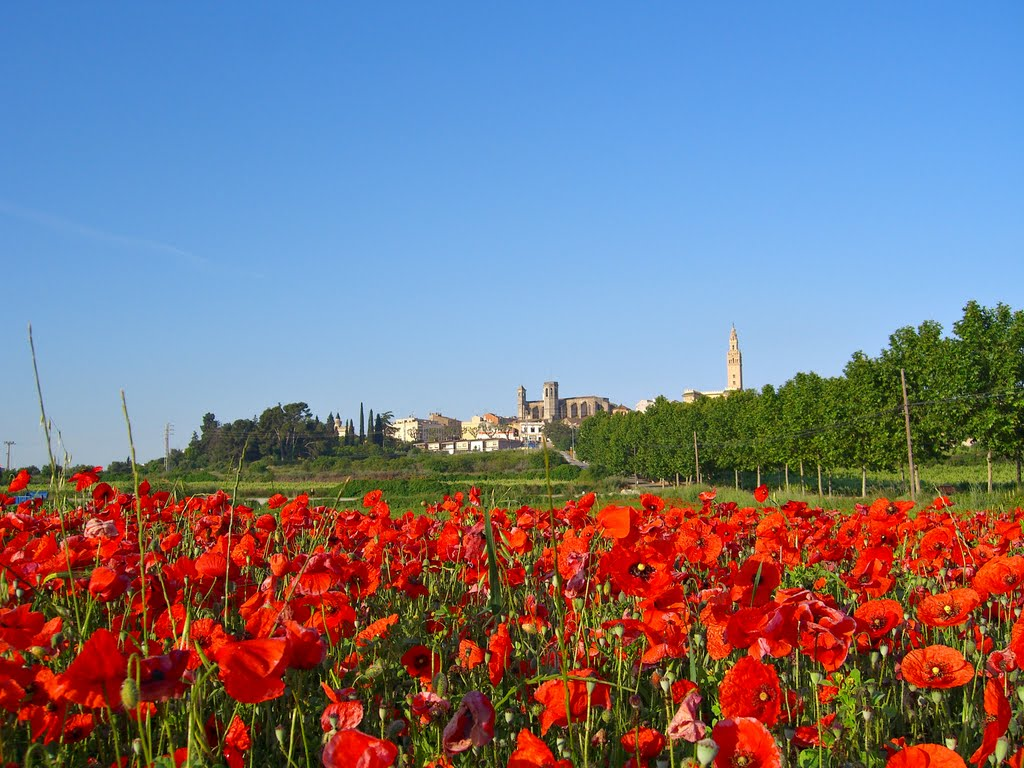
Arbós

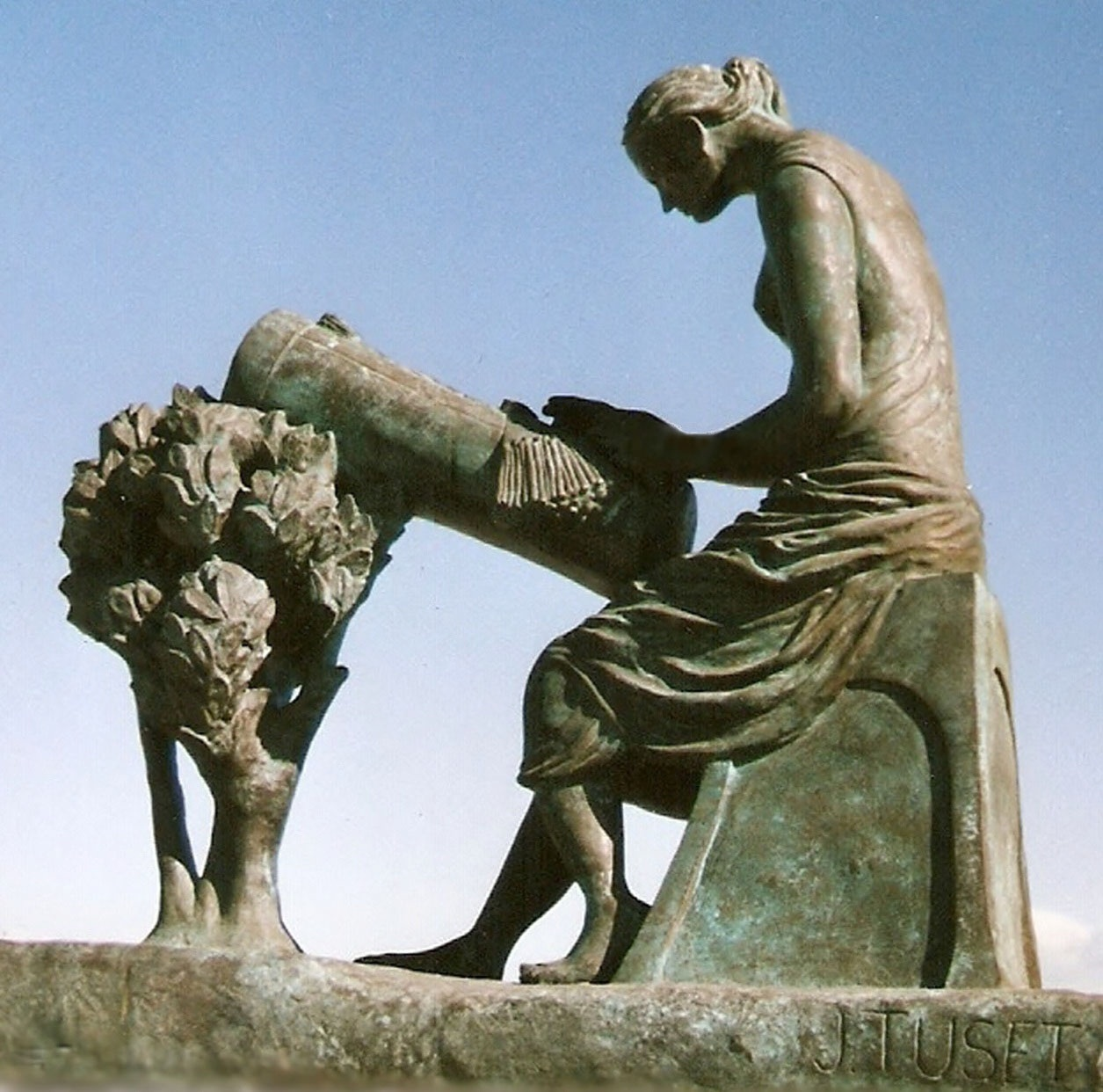
El Monumento a la encajera de Arbós, obra del escultor Joan Tuset i Suau en la carretera N-340.

- Iglesia parroquial, dedicada a San Julián. Arbós aparece citada ya en documentos de 991 aunque el edificio actual se construyó sobre los restos del antiguo templo. Edificado entre 1631 y 1647, es de nave única con capillas laterales. La capilla dedicada al Santísimo fue construida con posterioridad, en 1770, detrás del ábside. Contiene algunos restos de la primitiva iglesia románica del siglo XII, como la base del campanario o uno de los muros de la capilla de los Dolores, y sus pinturas franco-góticas del Árbol de la Vida o Lignum vitae de Arbós. de principios de siglo XIV pintadas con la técnica de la pintura al fresco. La fachada principal está decorada con un gran rosetón situado sobre la portalada, tipo arco de triunfo de estilo renacimiento.
- Hospital de San Antonio Abad, construido entre 1906 y 1911 de estilo modernista con elementos de ladrillo a la vista, piedra y cerámica vidriada. El edificio contiene un claustro central de 7X14 metros; este claustro está formado por dos pisos de columnas y arcos construidos con ladrillo a la vista,y rematado con elementos de cerámica. El conjunto de todo el edificio tiene planta baja y un piso que está coronado por dos grandes torres cuadradas, rematadas con elementos de cerámica vidriada. El edificio tiene una capilla cuya nave central tiene 8x17 m, cuya fachada tiene tres arcos de punto de almendra sostenidos por dos columnas.
- Torre Bellesguard, construida en 1898 por Joan Baptista Pons i Trabal. Se trata de un edificio residencial de estilo neogótico con una peculiar torre de planta semicircular. En el agregado de "El Papiol" se encuentra una capilla dedicada a sant Ponç. Es de nave única y se cree que fue construida en el siglo XIII. Se restauró por completo después de que en 1958 se viera muy afectada por culpa de unas riadas.
- Palacio Gener y Batet, construido en 1873 como residencia privada en dos etapas,como puede verse en su exterior.La parte más espectacular, la fachada de las grandes torres, que fue terminada en 1889.
- La Giralda, construcción neoárabe que se encuentra a las afueras de la ciudad. Fue encargada por Joan Roquer i Marí como obsequio a su esposa tras un viaje por tierras andaluzas. Por ello, entre 1877 y 1889 dirigió las obras de su vivienda con una reproducción a escala 1:2 del famoso minarete sevillano (con 52 metros). En el interior se puede ver también una reproducción —aproximada— del famoso patio de los leones de la Alhambra de Granada. El edificio ha sido restaurado entre 2004 y noviembre de 2008.
- La calle Mayor y la plaza de la Villa reúne la rectoría, el ayuntamiento, la casa solariega del abad Escarré y las fachadas de estilo modernista con las casas porticadas de la plaza, componen un atractivo conjunto capaz de ensimismar a cualquier peatón. Igualmente hay que hacer una parada interesante en el Archivo Arbocenc, un valioso compendio gráfico y documental de todo lo que hace referencia a Arbós.
- El Museo de encaje de bolillos acoge una completa colección de piezas hechas con encaje de bolillos, artesanía que en Arbós tiene una larga tradición.
- Museo El Cau del Tauró. Considerada la colección más importante de Europa sobre el mundo del tiburón.
- Monumento a la encajera de Arbós, protegido como bien cultural de interés local (BCIL). La obra escultórica está situada en una rotonda a la entrada del pueblo. El monumento es un homenaje a la arraigada y conocida artesanía local del encaje de bolillo, y a las encajeras de toda Cataluña, obra del pintor y escultor local Joan Tuset i Suau.[8]